# Michel Jan
 (septembre 2015).
Si vous disposez d'ouvrages ou d'articles de référence ou si vous connaissez des sites web de qualité traitant du thème abordé ici, merci de compléter l'article en donnant les références utiles à sa vérifiabilité et en les liant à la section « Notes et références ».
Pour les articles homonymes, voir Jan.
 Michel Jan est un écrivain français, né le 30 juin 1938 à Brest (Finistère) et mort le 14 juillet 2024 à Meudon.
Militaire de carrière (Armée de l’Air) et sinisant, il s’est spécialisé dans les relations internationales et l’Extrême-Orient, avec un intérêt particulier pour les régions des marches de l’empire chinois.

## Biographie
(octobre 2016).
Une carrière partagée entre études, réflexion, et recherches (séjours, missions, expéditions) sur le terrain (Chine, Asie centrale, Sibérie, Japon, Asie du Sud-Est, Europe), complétée par de nombreuses publications.
Secrétariat Général de la Défense Nationale, section Asie/Chine, à Paris, 4 affectations (entre 1968 et 1983).
Attaché des forces armées adjoint à l’ambassade de France à Pékin (1970 à 1973), dans une Chine encore dans la révolution culturelle.
Officier de liaison puis chef de la section Air à la Mission militaire française de liaison (MMFL) auprès des autorités soviétiques en Allemagne à Potsdam RDA (1975-77).
Stagiaire à l’École de Guerre et au Centre supérieur interarmes à Paris (1979-81).
Après avoir quitté l’institution militaire, il prend la direction d’un bureau de représentation de sociétés et d’une banque françaises à Pékin, de 1983 à 1987, alors que la Chine s’ouvre sous l’impulsion de Deng Xiaoping. Conseiller du commerce extérieur. Président de l’Association des représentants des sociétés françaises en Chine, groupe informel qui donnera naissance à la Chambre de Commerce et d’Industrie de France en Chine en 1992.
De retour en France en 1988, il enseigne (Histoire contemporaine de l’Extrême-orient) à Jussieu - Paris 7. Création d’une société de conseil pour les entreprises travaillant avec la Chine.
Chercheur du groupe Asie21/Futuribles, depuis 2001, principalement sur les questions chinoises, histoire et actualité, de politique intérieure et de relations internationales.

## Publications
- La vie chinoise, PUF, 1976[7], 2e édition en 1980, traduit en japonais  (ISBN 2130367976)
- La Chine face au monde (direction d'un ouvrage collectif), Robert Laffont, 1982  (ISBN 9782221011904).
- Le Milieu des empires, ou le destin de l'Asie centrale (avec René Cagnat), Robert Laffont, 1979[8], 2e édition mise à jour, 1990  (ISBN 9782221069899), traduit en turc   (ISBN 9757414042)
- Le voyage en Asie centrale et au Tibet, Anthologie "Bouquins", Robert Laffont, 1992  (ISBN 9782221059128)[9].
- L'Atlas du nucléaire, civil et militaire, des origines à la prolifération[10] (avec Gérard Chaliand), Payot, 1993  (ISBN 2228887013).
- L'Atlas historique des migrations (avec G. Chaliand et J.P. Rageau), Seuil, 1994  (ISBN 2020132230).
- L'Atlas de l'Asie orientale (avec G. Chaliand et J.P. Rageau), Seuil, 1997  (ISBN 2020254883).
- Le réveil des Tartares, en Mongolie sur les traces de Guillaume de Rubrouk, Payot, 1998  (ISBN 9782228895835)[11].
- La Grande Muraille de Chine, textes (photographies de Roland et Sabrina Michaud), Imprimerie Nationale, 2000  (ISBN 274330376X), traduit en allemand, Hirmer -  (ISBN 3777486809, 9783777486802, 3858238686 et 9783858238689)[12] et en anglais, Abeille Press -  (ISBN 0789207362 et 9780789207364).

- Prix Alfred-Verdaguer 2001 de l’Académie française
- La Grande Muraille de Chine, textes du précédent et compléments en annexes, Petite bibliothèque Payot, 2003  (ISBN 2228897418)[13].
- Cruelle est la terre des frontières, Payot, 2003 ; PBP, 2006 ; Seuil (collection Points), 2014  (ISBN 9782757843376)[14]
- Vers un nouvel ordre du monde (avec Gérard Chaliand), Seuil, 2013 ; collection Points, mis à jour, 2014  (ISBN 978-2757846193).
- Un long printemps d'exil, (avec Olga Ilyina-Laylle), Seuil (collection Points), 2015  (ISBN 9782757852644)[15],[16].

### Traduction et présentation
- L'invention de l'imprimerie en Chine et sa transmission vers l'Ouest, de Thomas Francis Carter, Imprimerie Nationale Éditions/Actes Sud, 2011  (ISBN 9782742796595).

### Participation à des ouvrages collectifs
- L'état de la Chine, L'état du monde, 1990.
- Asie centrale, Autrement, 1992.
- Les Sibériens, Autrement, 1994.
- Tibet, un autre monde, 1993.
- CEMOTI, cahiers 16 (Istanbul-Oulan Bator) et 25 (Les Ouïghours au XXe siècle)[17].
- Puissance et influences (1999, 2000, 2002-2003).
- La Chine à l'horizon 2020, Futuribles, 2006.

### Préface ou présentation d'ouvrages
- La Chine et les Chinois, de Lin Yutang, réédition Payot, 1997  (ISBN 2228890863).
- Dans les collines de Mandchourie, de Nicolas Baïkov, réédition Payot, 2000  (ISBN 2-228-89844-9).
- Aventures d'un espion japonais au Tibet, de Hisao Kimura et Scott Berry, Ed. Le serpent de mer, 2000, réédition Payot, 2005  (ISBN 2228900265).
- Des Tigres et des Hommes, récit et nouvelles de Nicolas Baïkov, Payot, 2002  (ISBN 2228895806).
- À Lhassa, l'expédition britannique de 1904-1905 au Tibet, de Perceval Landon, Ed. Le serpent de mer, 2002  (ISBN 2913490166).
- La guerre hors limites (ou l'art de la guerre asymétrique entre terrorisme et globalisation), de Qiao Liang et Wang Xiangsui[18],[19],[20], Rivages, 2003  (ISBN 978-2743615178).
- Le parti communiste chinois au pouvoir, de Jacques Guillermaz, réédition Payot, 2004  (ISBN 2228898457).
- L'art de la guerre de Sunzi et l'art de la guerre de Sun Bin, traduit par Tang Jialong, Rivages, 2004  (ISBN 2743612320).
- Dersou Ouzala, de Vladimir Arseniev, avec cartographie, réédition Payot, 2007  (ISBN 2228901776).
- Tang Taizong, de C.P. Fitzgerald, réédition Payot, 2008  (ISBN 2228902675).

### Filmographie
- La Grande Muraille de Chine, réalisation Nic Young (Channel 4 - Discovery Channel - 2007)[21],[22]
- Les sentinelles de la Guerre froide, réalisation Yves Jan (Arline Films - France 3 - 2009)[23],[24]

## Prix
- Prix Alfred-Verdaguer 2001 de l'Académie française[25]
- Prix du meilleur livre de géopolitique 2014.